# A Paksi FC 2011–2012-es szezonja
A Paksi FC 2011–12-es szezonja 2011 júniusában kezdődött, és 2012 májusában ért véget, mely sorozatban a 6., és összességében is a 6. idénye a csapatnak a magyar első osztályban. A klub fennállásának ekkor volt az 59. évfordulója. A csapat a hazai kiírások mellett a nemzetközi porondon is szerepelt.
Az Európa-liga 1. selejtezőkörében az andorrai UE Santa Coloma csapatát ejtették ki, 5–0-s összesítéssel. A 2. selejtezőkörben a norvég Tromsø IL ellen jutottak tovább, 4–1-s összesítéssel. A végállomást a skót Hearts jelentette a 3. selejtezőkörben, akik 5–2-vel búcsúztatták a paksiakat.
Az OTP Bank Liga 1. fordulójában a Kecskeméti TE ellen mérkőztek meg, hazai pályán, július 17-én.
A magyar kupában a 4. fordulóig jutottak, ahol Putnok VSE ellenében estek ki.

## A szezon eseményei
- Június 18-án lejátszották első előkészületi mérkőzésüket, Tarcsafürdőn, az ukrán Metalurh Doneck ellen. A mérkőzés végeredménye 1–1 lett.[1]
- Az Európa-liga 1. selejtezőkörének párosításait június 20-án sorsolták. A Paks az andorrai UE Santa Colomát kapta ellenfeléül.[2] Amennyiben továbbjutnak a 2. selejtezőkörbe, a Daugava Daugavpils–Tromsø IL párharc győztesével játszanak.[3] A Paks a hazai mérkőzéseit a székesfehérvári Sóstói Stadionban játssza, mert a stadionjuk, a Fehérvári úti stadion nem felel meg az UEFA előírásainak.[4]
- Június 30-án 1–0 arányban legyőzték idegenben az UE Santa Coloma csapatát, az Európa-liga selejtezőjében.[5]
- Július 7-én 4–0-ra győztek az UE Santa Coloma ellenében, így 5–0-s összesítéssel jutottak tovább a 2. selejtezőkörbe.[6]
- Július 14-én 1–1-s döntetlent játszottak a Tromsø IL ellen, hazai pályán.[7]
- Július 17-én lejátszották első bajnoki mérkőzésüket a 2011–12-es idényben. Az ellenfél a Kecskeméti TE volt, a mérkőzés végeredménye 3–2 lett.[8]
- Július 21-én 3–0-ra győztek a Tromsø IL otthonában, így 4–1-s összesítéssel továbbjutottak a 3. selejtezőkörbe, ahol a skót Hearts volt az ellenfelük.[9]
- Július 28-án 1–1-s döntetlent értek el a Hearts ellen.[10]
- Augusztus 4-én 4–1-es vereséget szenvedtek a Heartstól, így 5–2-s összesítéssel kiestek az Európa-ligából.[11]

## Statisztikák
Utolsó elszámolt mérkőzés dátuma: 2012. május 26.

### Mérkőzések
| Lejátszott mérkőzések száma        | 45 (30 OTP Bank Liga, 1 Magyar kupa, 8 Ligakupa, 6 Európa-liga) |
| Győzelmek száma                    | 18 (12 OTP Bank Liga, 0 Magyar kupa, 3 Ligakupa, 3 Európa-liga) |
| Döntetlenek száma                  | 13 (9 OTP Bank Liga, 0 Magyar kupa, 2 Ligakupa, 2 Európa-liga)  |
| Vereségek száma                    | 14 (9 OTP Bank Liga, 1 Magyar kupa, 3 Ligakupa, 1 Európa-liga)  |
| Szerzett gólok száma               | 84                                                              |
| Kapott gólok száma                 | 73                                                              |
| Gólkülönbség                       | +11                                                             |
| Sárga lapok                        | 73                                                              |
| Kiállítások                        | 7                                                               |
| Legtöbbet figyelmeztetett játékos  | Sifter Tamás (13 , 1 )                                          |
| Legnagyobb arányú győzelem         | Paksi FC 10–1 Szolnoki MÁV (2011. 09. 07.)                      |
| Legnagyobb arányú vereség          | Haladás 5–0 Paksi FC (2012. 05. 05.)                            |
| Legmagasabb hazai nézőszám         | 4 100 néző, Paksi FC 4–2 Ferencvárosi TC (2012. 05. 26.)        |
| Legalacsonyabb hazai nézőszám      | 100 néző, Paksi FC 0–1 Debreceni VSC (2012. 02. 28.)            |
| Legtöbbször pályára lépett játékos | Heffler Tibor (44 mérkőzés)                                     |
| Házi gólkirály                     | Böde Dániel (15 )                                               |
| Pontok                             | 67/135 (49,63%)                                                 |

### Kiírások
| Kiírás        | Statisztikák | Statisztikák | Statisztikák | Statisztikák | Statisztikák | Statisztikák | Kezdő forduló   | Végső forduló/ helyezés | Mérkőzések dátumai | Mérkőzések dátumai |
| Kiírás        | M            | GY           | D            | V            | LG–KG        | GK           | Kezdő forduló   | Végső forduló/ helyezés | Első               | Utolsó             |
| ------------- | ------------ | ------------ | ------------ | ------------ | ------------ | ------------ | --------------- | ----------------------- | ------------------ | ------------------ |
| OTP Bank Liga | 30           | 12           | 9            | 9            | 47–51        | –4           | —               |                         | 2011. 07. 17.      | 2012. 05. 26.      |
| Magyar kupa   | 1            | 0            | 0            | 1            | 2–3          | –1           | 4. forduló      | 4. forduló              | 2011. 10. 26.      | 2011. 10. 26.      |
| Ligakupa      | 8            | 3            | 2            | 3            | 25–13        | +12          | Csoportkör      | Negyeddöntő             | 2011. 08. 31.      | 2012. 03. 06.      |
| Európa-liga   | 6            | 3            | 2            | 1            | 8–6          | +2           | 1. selejtezőkör | 3. selejtezőkör         | 2011. 06. 30.      | 2011. 08. 04.      |

## Átigazolások

### Átigazolások nyáron
| No. |        | Poszt | Játékos                               |
| --- | ------ | ----- | ------------------------------------- |
| 20  | magyar | CS    | Hrepka Ádám (MTK Budapest, kölcsönbe) |
| 27  | magyar | KP    | Heffler Norbert (Lombard Pápa)        |

| No. |        | Poszt | Játékos                               |
| --- | ------ | ----- | ------------------------------------- |
| 20  | magyar | CS    | Hrepka Ádám (MTK Budapest, kölcsönbe) |
| 27  | magyar | KP    | Heffler Norbert (Lombard Pápa)        |

| No. |        | Poszt | Játékos                                |
| --- | ------ | ----- | -------------------------------------- |
| 63  | magyar | CS    | Palásthy Norbert (Mezőkövesd-Zsóry)    |
| 91  | magyar | CS    | Haraszti Zsolt (BFC Siófok, kölcsönbe) |

| No. |        | Poszt | Játékos                                |
| --- | ------ | ----- | -------------------------------------- |
| 63  | magyar | CS    | Palásthy Norbert (Mezőkövesd-Zsóry)    |
| 91  | magyar | CS    | Haraszti Zsolt (BFC Siófok, kölcsönbe) |

## Játékoskeret
2011. július 17-i állapot szerint.
| No. |     | Poszt | Játékos              |
| --- | --- | ----- | -------------------- |
| 1   | HUN | K     | Kovács Attila        |
| 23  | HUN | K     | Kiss Máté            |
| 24  | HUN | K     | Csernyánszki Norbert |
| 28  | HUN | K     | Pokorni Péter        |
| 5   | HUN | V     | Gévay Zsolt          |
| 14  | HUN | V     | Berkó Ádám           |
| 18  | HUN | V     | Fiola Attila         |
| 30  | HUN | V     | Szabó János          |
| 73  | HUN | V     | Éger László          |
| 2   | HUN | KP    | Nagy István          |
| 6   | HUN | KP    | Sifter Tamás         |
| 7   | HUN | KP    | Báló Tamás           |
| 8   | HUN | KP    | Bohner Roland        |
| 9   | HUN | KP    | Csehi Tamás          |
| 10  | HUN | KP    | Kiss Tamás           |

| No. |     | Poszt | Játékos           |
| --- | --- | ----- | ----------------- |
| 13  | HUN | KP    | Böde Dániel       |
| 16  | HUN | KP    | Heffler Tibor     |
| 19  | HUN | KP    | Mészáros István   |
| 22  | HUN | KP    | Sipeki István     |
| 26  | HUN | KP    | Tamási Gábor      |
| 27  | HUN | KP    | Heffler Norbert   |
| 37  | HUN | KP    | B. Tóth Balázs    |
| 11  | HUN | CS    | Vayer Gábor       |
| 17  | HUN | CS    | Magasföldi József |
| 20  | HUN | CS    | Hrepka Ádám1      |
| 39  | HUN | CS    | Bartha László     |
| 53  | HUN | CS    | Montvai Tibor     |
| 87  | HUN | CS    | Vári Barnabás     |
| 89  | HUN | CS    | Pap Roland        |

Megjegyzések
1. 2012. június 30-ig kölcsönjátékosként szerepel az MTK Budapesttől.

## Felkészülési mérkőzések

### 2011. nyár
| 2011. június 18. 17:00 |

| Paksi FC       | 1 – 1               | Metalurh Doneck |
| -------------- | ------------------- | --------------- |
| Magasföldi 16' | (1 – 1) Jegyzőkönyv | Ivanko 27'      |

| Tarcsafürdő |

| 2011. június 22. 16:00 |

| Paksi FC  | 1 – 1               | MFK Ružomberok |
| --------- | ------------------- | -------------- |
| Gévay 46' | (1 – 1) Jegyzőkönyv | Krbeček 9'     |

| Bük |

| 2011. június 23. 10:30 |

| Haladás                    | 2 – 2               | Paksi FC              |
| -------------------------- | ------------------- | --------------------- |
| Kenesei 17' (11-esből) 44' | (2 – 1) Jegyzőkönyv | Hrepka 37' Tamási 60' |

| Bük |

## Bajnokság

### Őszi szezon
| 1. forduló 2011. július 17. 19:00 |

| Paksi FC                                 | 3 – 2                         | Kecskeméti TE                             |
| ---------------------------------------- | ----------------------------- | ----------------------------------------- |
| Hrepka 16' Bartha 49' Böde 74' Fiola 54' | (1 – 1) Jegyzőkönyv Részletek | Stokić 30' Simon 90' Ebala 64' Balogh 76' |

| Fehérvári út, Paks Nézőszám: 1 500 Játékvezető: Solymosi Péter (magyar) |

| 2. forduló 2011. július 24. 16:00 |

| Videoton                                 | 4 – 0                         | Paksi FC                            |
| ---------------------------------------- | ----------------------------- | ----------------------------------- |
| Vasiljević 4' 68' Alves 38' Nikolics 87' | (2 – 0) Jegyzőkönyv Részletek | Fiola 31' Bartha 35′ Magasföldi 80' |

| Sóstói Stadion, Székesfehérvár Nézőszám: 3 238 Játékvezető: Berger József (magyar) |

| 3. forduló 2011. július 31. 19:00 |

| Paksi FC             | 1 – 1                         | Lombard Pápa                                     |
| -------------------- | ----------------------------- | ------------------------------------------------ |
| Vayer 53' Sipeki 30' | (0 – 1) Jegyzőkönyv Részletek | Marić 29' 40' Rása 20' Dlusztus 33' Ferenczi 45' |

| Fehérvári út, Paks Nézőszám: 2 000 Játékvezető: Böcskei Balázs (magyar) |

| 4. forduló 2011. augusztus 7. 18:00 |

| Újpest                                        | 0 – 2                         | Paksi FC                                                              |
| --------------------------------------------- | ----------------------------- | --------------------------------------------------------------------- |
| Marković 56' Rajczi 58' Üveges 74' Pollák 81' | (0 – 0) Jegyzőkönyv Részletek | Éger 59' (11-esből) Vayer 90' (11-esből) Báló 54' Böde 69' Sifter 84' |

| Szusza Ferenc Stadion, Budapest Nézőszám: 3 508 Játékvezető: Farkas Ádám (magyar) |

| 5. forduló 2011. augusztus 13. 19:00 |

| Paksi FC                                          | 1 – 1                         | BFC Siófok                         |
| ------------------------------------------------- | ----------------------------- | ---------------------------------- |
| Bartha 19' Magasföldi 46' Heffler 70' Montvai 86' | (1 – 1) Jegyzőkönyv Részletek | Melczer 32' Kecskés 25' Huszák 45' |

| Fehérvári út, Paks Nézőszám: 1 500 Játékvezető: Szabó Zsolt (magyar) |

| 6. forduló 2011. augusztus 20. 18:00 |

| Paksi FC                                    | 1 – 2                         | Győri ETO                                            |
| ------------------------------------------- | ----------------------------- | ---------------------------------------------------- |
| Montvai 90' Bartha 37' Fiola 48' Sifter 87' | (0 – 1) Jegyzőkönyv Részletek | Völgyi 41' Pilibaitis 83' Trajković 38' Đorđević 65' |

| Fehérvári út, Paks Nézőszám: 2 200 Játékvezető: Miquel Álvaro García (chilei) |

| 7. forduló 2011. augusztus 27. 19:00 |

| Kaposvári Rákóczi                                               | 4 – 4                         | Paksi FC                                                           |
| --------------------------------------------------------------- | ----------------------------- | ------------------------------------------------------------------ |
| Perić 30' 32' Balázs 71' 72' Šafarić 87' (11-esből) Alexeev 55' | (2 – 0) Jegyzőkönyv Részletek | Kiss 56' Bartha 69' Böde 89' Gévay 90+1' 85' Sipeki 51' Sifter 74' |

| Rákóczi Stadion, Kaposvár Nézőszám: 2 000 Játékvezető: Berke Balázs (magyar) |

| 8. forduló 2011. szeptember 11. 16:00 |

| Paksi FC                                    | 1 – 1                         | Diósgyőr                                    |
| ------------------------------------------- | ----------------------------- | ------------------------------------------- |
| Montvai 78' (11-esből) Vayer 59' Sifter 85′ | (0 – 0) Jegyzőkönyv Részletek | Budovinszky 86' Nagy 63' Arze 69' Radoš 77′ |

| Fehérvári út, Paks Nézőszám: 1 600 Játékvezető: Takács János (magyar) |

| 9. forduló 2011. szeptember 18. 16:00 |

| Debreceni VSC                                  | 4 – 2                         | Paksi FC      |
| ---------------------------------------------- | ----------------------------- | ------------- |
| Csehi 9' (öngól) Coulibaly 66' 90+1' Varga 75' | (1 – 0) Jegyzőkönyv Részletek | Vayer 64' 85' |

| Oláh Gábor utca, Debrecen Nézőszám: 6 000 Játékvezető: Szilasi Szabolcs (magyar) |

| 10. forduló 2011. szeptember 24. 18:00 |

| Paksi FC                                 | 4 – 4                         | Pécsi MFC                                             |
| ---------------------------------------- | ----------------------------- | ----------------------------------------------------- |
| Sifter 22' 84' Böde 25' 54' 89' Éger 42' | (2 – 1) Jegyzőkönyv Részletek | Bajzát 18' 75' Nagy 48' 65' 85' Petrók 79' Marović 7' |

| Fehérvári út, Paks Nézőszám: 2 130 Játékvezető: Böcskei Balázs (magyar) |

| 11. forduló 2011. október 1. 15:00 |

| Budapest Honvéd                                          | 2 – 3                         | Paksi FC                          |
| -------------------------------------------------------- | ----------------------------- | --------------------------------- |
| Botis 62' Torghelle 70' Tchami 23' Akassou 45′ Novák 72' | (0 – 1) Jegyzőkönyv Részletek | Böde 43' Vayer 66' 76' Bartha 27' |

| Bozsik József Stadion, Budapest Nézőszám: 2 500 Játékvezető: Farkas Ádám (magyar) |

| 12. forduló 2011. október 15. 18:00 |

| Paksi FC                                        | 3 – 2                         | Haladás                                              |
| ----------------------------------------------- | ----------------------------- | ---------------------------------------------------- |
| Hrepka 35' Böde 53' 90' Sifter 55' 59' Éger 27' | (1 – 0) Jegyzőkönyv Részletek | Vujović 47' Nagy II G. 68' Iszlai 85' Schimmer 90+3' |

| Fehérvári út, Paks Nézőszám: 1 560 Játékvezető: Radványi Ádám (magyar) |

| 13. forduló 2011. október 22. 15:00 |

| Vasas                                 | 1 – 0                         | Paksi FC |
| ------------------------------------- | ----------------------------- | -------- |
| Šimić 86' Mehmedagić 70' Beliczky 88′ | (0 – 0) Jegyzőkönyv Részletek |          |

| Illovszky Rudolf Stadion, Budapest Nézőszám: 1 500 Játékvezető: Takács János (magyar) |

| 14. forduló 2011. október 29. 17:00 |

| Paksi FC                                                 | 4 – 2                         | Zalaegerszegi TE        |
| -------------------------------------------------------- | ----------------------------- | ----------------------- |
| Bartha 33' Szatmári 48' Magasföldi 71' Kiss 81' Éger 72' | (1 – 0) Jegyzőkönyv Részletek | Máté 53' 56' Kamber 83' |

| Fehérvári út, Paks Nézőszám: 1 620 Játékvezető: Veizer Roland (magyar) |

| 15. forduló 2011. november 6. 18:00 |

| Ferencváros | 0 – 0                         | Paksi FC                  |
| ----------- | ----------------------------- | ------------------------- |
| Lisztes 79' | (0 – 0) Jegyzőkönyv Részletek | Sifter 37' Magasföldi 85' |

| Albert Flórián Stadion, Budapest Nézőszám: 9 000 Játékvezető: Andó-Szabó Sándor (magyar) |

| 16. forduló 2011. november 19. 16:00 |

| Kecskeméti TE                                                    | 0 – 1                         | Paksi FC                                |
| ---------------------------------------------------------------- | ----------------------------- | --------------------------------------- |
| Radanović 42' Lencse 53' Savić 68' Gyagya 75' Urbán 80' Mohl 82′ | (0 – 0) Jegyzőkönyv Részletek | Éger 77' (11-esből) Fiola 26' Vayer 51′ |

| Széktói Stadion, Kecskemét Nézőszám: 2 000 Játékvezető: Farkas Ádám (magyar) |

| 17. forduló 2011. november 27. 16:00 |

| Paksi FC               | 1 – 2                         | Videoton                                                               |
| ---------------------- | ----------------------------- | ---------------------------------------------------------------------- |
| Szatmári 40' Fiola 50' | (1 – 0) Jegyzőkönyv Részletek | Paulo Vinícius 66' Nikolics 83' 84' Elek 81' Gosztonyi 83' Caneira 85' |

| Fehérvári út, Paks Nézőszám: 2 140 Játékvezető: Miquel Álvaro García (chilei) |

### Tavaszi szezon
| 18. forduló 2012. március 3. 17:00 |

| Lombard Pápa            | 1 – 0                         | Paksi FC                        |
| ----------------------- | ----------------------------- | ------------------------------- |
| Seye 36' 21' Németh 47' | (1 – 0) Jegyzőkönyv Részletek | Hrepka 31' Kiss 75' Heffler 80' |

| Perutz Stadion, Pápa Nézőszám: 1 500 Játékvezető: Becséri Dániel (magyar) |

| 19. forduló 2012. március 10. 16:00 |

| Paksi FC                                 | 2 – 0                         | Újpest    |
| ---------------------------------------- | ----------------------------- | --------- |
| Hrepka 4' 26' Magasföldi 66′ Heffler 83' | (2 – 0) Jegyzőkönyv Részletek | Fodor 47' |

| Fehérvári út, Paks Nézőszám: 3 468 Játékvezető: Radványi Ádám (magyar) |

| 20. forduló 2012. március 17. 16:00 |

| BFC Siófok                                               | 2 – 0               | Paksi FC                       |
| -------------------------------------------------------- | ------------------- | ------------------------------ |
| Haraszti 29' Melczer 71' Simon 52' Pál 81' Ribánszki 90' | (1 – 0) Jegyzőkönyv | Sifter 8' Heffler 70' Éger 78' |

| Révész Géza utca, Siófok Nézőszám: 800 Játékvezető: Veizer Roland (magyar) |

| 21. forduló 2012. március 25. 16:00 |

| Győri ETO                                                                 | 4 – 1               | Paksi FC                  |
| ------------------------------------------------------------------------- | ------------------- | ------------------------- |
| Koltai 62' (11-esből) Trajković 65' Pátkai 67' 81' Stanišić 36' Fehér 49' | (0 – 0) Jegyzőkönyv | Magasföldi 73' Sifter 62' |

| ETO Park, Győr Nézőszám: 2 200 Játékvezető: Berger József (magyar) |

| 22. forduló 2012. március 31. 17:00 |

| Paksi FC | 0 – 0               | Kaposvári Rákóczi      |
| -------- | ------------------- | ---------------------- |
|          | (0 – 0) Jegyzőkönyv | Sedlák 31' Dankwah 51' |

| Fehérvári út, Paks Nézőszám: 1 852 Játékvezető: Solymosi Péter (magyar) |

| 23. forduló 2012. április 7. 18:00 |

| Diósgyőr                   | 1 – 2               | Paksi FC                                  |
| -------------------------- | ------------------- | ----------------------------------------- |
| Seydi 78' Gal 53' Nagy 59' | (0 – 1) Jegyzőkönyv | Éger 30' Hrepka 48' Sipeki 61' Sifter 71' |

| DVTK-stadion, Miskolc Nézőszám: 6 500 Játékvezető: Kassai Viktor (magyar) |

| 24. forduló 2012. április 14. 15:00 |

| Paksi FC              | 0 – 0               | Debreceni VSC                                 |
| --------------------- | ------------------- | --------------------------------------------- |
| Hrepka 65' Sifter 68' | (0 – 0) Jegyzőkönyv | Mészáros 15' Varga 36' Coulibaly 38' Bódi 53' |

| Fehérvári út, Paks Nézőszám: 2 543 Játékvezető: Andó-Szabó Sándor (magyar) |

| 25. forduló 2012. április 21. 18:00 |

| Pécsi MFC                                       | 1 – 2                         | Paksi FC                                      |
| ----------------------------------------------- | ----------------------------- | --------------------------------------------- |
| Bajzát 68' Čaušić 54' Paracki 64' Todorović 81' | (0 – 0) Jegyzőkönyv Részletek | Hrepka 52' 71' Bartha 41' Vayer 56' Fiola 86' |

| PMFC Stadion, Pécs Nézőszám: 2 400 Játékvezető: Bognár Tamás (magyar) |

| 26. forduló 2012. április 27. 18:00 |

| Paksi FC                     | 2 – 1               | Budapest Honvéd        |
| ---------------------------- | ------------------- | ---------------------- |
| Böde 26' Kiss 70' Sifter 59' | (1 – 0) Jegyzőkönyv | Horváth 48' Lovrić 85' |

| Fehérvári út, Paks Nézőszám: 1 400 Játékvezető: Berke Balázs (magyar) |

| 27. forduló 2012. május 5. 17:00 |

| Haladás                                                                         | 5 – 0               | Paksi FC  |
| ------------------------------------------------------------------------------- | ------------------- | --------- |
| Radó 4' 30' Nagy 9' Iszlai 27' (11-esből) Ugrai 82' Kulcsár 90' 90' Guzmics 13' | (3 – 0) Jegyzőkönyv | Fiola 37′ |

| Rohonci úti stadion, Szombathely Nézőszám: 4 000 Játékvezető: Becséri Dániel (magyar) |

| 28. forduló 2012. május 11. 18:00 |

| Paksi FC                                      | 2 – 1               | Vasas                     |
| --------------------------------------------- | ------------------- | ------------------------- |
| Böde 29' Bartha 31' 54' Szabó 67' Gévay 90+1' | (2 – 1) Jegyzőkönyv | Bárányos 26' Görgényi 77' |

| Fehérvári út, Paks Nézőszám: 1 381 Játékvezető: Böcskei Balázs (magyar) |

| 29. forduló 2012. május 20. 15:00 |

| Zalaegerszegi TE                                                    | 1 – 1               | Paksi FC                 |
| ------------------------------------------------------------------- | ------------------- | ------------------------ |
| Kocsárdi 18' Polareczki 19' Nicorec 32' Ganugrava 35' Jasarević 59' | (1 – 0) Jegyzőkönyv | Szatmári 82' Gévay 90+2' |

| ZTE Aréna, Zalaegerszeg Nézőszám: 1 241 Játékvezető: Ring György (magyar) |

| 30. forduló 2012. május 26. 15:00 |

| Paksi FC                           | 4 – 2               | Ferencváros                  |
| ---------------------------------- | ------------------- | ---------------------------- |
| Böde 10' Kiss 35' 37' Szatmári 47' | (3 – 2) Jegyzőkönyv | Klein 18' Oláh 20' Batik 53' |

| Fehérvári út, Paks Nézőszám: 4 100 Játékvezető: Solymosi Péter (magyar) |

### A bajnokság végeredménye
| #   | Csapat            | M  | GY | D  | V  | G+ – G– | GK  | P                                                      | Megjegyzések                                   |
| --- | ----------------- | -- | -- | -- | -- | ------- | --- | ------------------------------------------------------ | ---------------------------------------------- |
| 1.  | Debreceni VSC     | 30 | 22 | 8  | 0  | 64–18   | +46 | 74                                                     | 2012–2013-as Bajnokok Ligája – 2. selejtezőkör |
| 2.  | Videoton          | 30 | 21 | 3  | 6  | 58–19   | +39 | 66                                                     | 2012–2013-as Európa-liga – 2. selejtezőkör     |
| 3.  | Győri ETO         | 30 | 20 | 3  | 7  | 56–31   | +25 | 63 \|style="background-color: #FAFAFA;"\|              |                                                |
| 4.  | Budapest Honvéd   | 30 | 13 | 7  | 10 | 48–40   | +8  | 46                                                     | 2012–2013-as Európa-liga – 1. selejtezőkör     |
| 5.  | Kecskeméti TE     | 30 | 13 | 6  | 11 | 48–38   | +10 | 45 \|rowspan="10" style="background-color: #FAFAFA;"\| |                                                |
| 6.  | Paksi FC          | 30 | 12 | 9  | 9  | 47–51   | −4  | 45                                                     |                                                |
| 7.  | Diósgyőr          | 30 | 13 | 4  | 13 | 42–43   | −1  | 43                                                     |                                                |
| 8.  | Haladás           | 30 | 9  | 11 | 10 | 39–37   | +2  | 38                                                     |                                                |
| 9.  | BFC Siófok        | 30 | 9  | 9  | 12 | 30–41   | −11 | 36                                                     |                                                |
| 10. | Kaposvári Rákóczi | 30 | 7  | 14 | 9  | 35–42   | −7  | 35                                                     |                                                |
| 11. | Ferencváros       | 30 | 9  | 7  | 14 | 31–36   | −5  | 34                                                     |                                                |
| 12. | Pécsi MFC         | 30 | 8  | 10 | 12 | 36–50   | −14 | 34                                                     |                                                |
| 13. | Újpest            | 30 | 8  | 8  | 14 | 34–46   | −12 | 32                                                     |                                                |
| 14. | Lombard Pápa      | 30 | 8  | 6  | 16 | 26–40   | −14 | 30                                                     |                                                |
| 15. | Vasas             | 30 | 5  | 9  | 16 | 29–51   | −22 | 22                                                     | NB II                                          |
| 16. | Zalaegerszegi TE  | 30 | 1  | 10 | 19 | 25–65   | −40 | 13                                                     | NB II                                          |

Forrás: MLSZ adatbank 
A rangsorolás alapszabályai: 1. összpontszám, 2. győzelmek száma, 3. gólkülönbség, 4. szerzett gólok száma, 5. egymás elleni eredmények összpontszáma,  6. egymás elleni eredmények gólkülönbsége, 7. egymás elleni eredmények szerzett góljainak száma, 8. egymás elleni eredmények idegenben szerzett góljainak száma.
A Vasastól két pontot levontak.
(B): Bajnokcsapat, (K): Kieső csapat, (F): Feljutó csapat, (I): Kupainduló, (R): A rájátszás győztese, (KGY): Kupagyőztes

Jegyzet
- A Győri ETO FC-t az UEFA kizárta, ezért a negyedik helyezett csapat indulhatott a 2012–2013-as Európa-ligában.[12]

#### Eredmények összesítése
Az alábbi táblázatban összesítve szerepelnek a Paksi FC 2009/10-es bajnokságban elért eredményei.
| Ősz/tavasz (forduló)    | Otthon | Otthon | Otthon | Otthon | Otthon | Otthon | Otthon | Idegenben | Idegenben | Idegenben | Idegenben | Idegenben | Idegenben | Idegenben |
| Ősz/tavasz (forduló)    | M      | GY     | D      | V      | LG–KG  | GK     | P      | M         | GY        | D         | V         | LG–KG     | GK        | P         |
| ----------------------- | ------ | ------ | ------ | ------ | ------ | ------ | ------ | --------- | --------- | --------- | --------- | --------- | --------- | --------- |
| Őszi szezon (1–17.)     | 9      | 3      | 4      | 2      | 19–17  | +2     | 13     | 8         | 3         | 2         | 3         | 12–15     | –3        | 11        |
| Tavaszi szezon (18–30.) | 6      | 4      | 2      | 0      | 10–4   | +6     | 14     | 7         | 2         | 1         | 4         | 6–15      | –9        | 7         |
| Összesen (1–30.)        | 15     | 7      | 6      | 2      | 29–21  | +8     | 27     | 15        | 5         | 3         | 7         | 18–30     | –12       | 18        |

### Helyezések fordulónként
| Forduló  | 1  | 2 | 3  | 4  | 5 | 6  | 7 | 8 | 9  | 10 | 11 | 12 | 13 | 14 | 15 | 16 | 17 | 18 | 19 | 20 | 21 | 22 | 23 | 24 | 25 | 26 | 27 | 28 | 29 | 30 |
| -------- | -- | - | -- | -- | - | -- | - | - | -- | -- | -- | -- | -- | -- | -- | -- | -- | -- | -- | -- | -- | -- | -- | -- | -- | -- | -- | -- | -- | -- |
| Helyszín | O  | I | O  | I  | O | O  | I | O | I  | O  | I  | O  | I  | O  | I  | I  | O  | I  | O  | I  | I  | O  | I  | O  | I  | O  | I  | O  | I  | O  |
| Eredmény | GY | V | D  | GY | D | V  | D | D | V  | D  | GY | GY | V  | GY | D  | GY | V  | V  | GY | V  | V  | D  | GY | D  | GY | GY | V  | GY | D  | GY |
| Helyezés | 11 | 9 | 11 | 7  | 6 | 10 | 9 | 9 | 11 | 11 | 10 | 8  | 8  | 8  | 8  | 8  | 8  | 8  | 8  | 8  | 8  | 8  | 8  | 8  | 6  | 6  | 6  | 6  | 6  | 6  |

Helyszín: O = Otthon; I = Idegenben. Eredmény: GY = Győzelem; D = Döntetlen; V = Vereség.

## Magyar kupa
4. forduló
| 2011. október 26. 14:00 |

| Putnok VSE                                                     | 3 – 2               | Paksi FC                                   |
| -------------------------------------------------------------- | ------------------- | ------------------------------------------ |
| Boczki 14' Monyók 81' (11-esből) Zsarnai 82' Sebők 8' Nagy 60' | (1 – 0) Jegyzőkönyv | Böde 54' Magasföldi 86' Fiola 80′ Éger 81' |

| Állomás út, Putnok Nézőszám: 500 Játékvezető: Karakó Ferenc (magyar) |

## Ligakupa

### Csoportkör
| Csapat        | M | Gy | D | V | G+ | G– | Gk  | P  |
| ------------- | - | -- | - | - | -- | -- | --- | -- |
| Kecskeméti TE | 6 | 4  | 1 | 1 | 13 | 10 | +3  | 13 |
| Paksi FC      | 6 | 3  | 1 | 2 | 24 | 11 | +13 | 10 |
| Újpest        | 6 | 3  | 1 | 2 | 17 | 15 | +2  | 10 |
| Szolnoki MÁV  | 6 | 0  | 1 | 5 | 3  | 21 | –18 | 1  |

| 2011. augusztus 31. 18:00 |

| Újpest                              | 3 – 3               | Paksi FC                        |
| ----------------------------------- | ------------------- | ------------------------------- |
| Balogh 9' Barczi 22' 40' Rajczi 88′ | (3 – 1) Jegyzőkönyv | Gévay 8' Hrepka 68' Montvai 82' |

| Szusza Ferenc Stadion, Budapest Nézőszám: 500 Játékvezető: Botló Béla (magyar) |

| 2011. szeptember 7. 16:30 |

| Paksi FC                                                                            | 10 – 1              | Szolnoki MÁV |
| ----------------------------------------------------------------------------------- | ------------------- | ------------ |
| Kiss 19' Vayer 25' 40' Gévay 34' 51' Hrepka 45' Montvai 48' 49' Böde 64' Tamási 68' | (5 – 1) Jegyzőkönyv | Kalmár 7'    |

| Fehérvári út, Paks Nézőszám: 200 Játékvezető: Barna Gábor (magyar) |

| 2011. október 5. 15:00 |

| Paksi FC                                 | 1 – 2               | Kecskeméti TE                       |
| ---------------------------------------- | ------------------- | ----------------------------------- |
| Bartha 49' Böde 72′ Vayer 87' Éger 90+1' | (0 – 0) Jegyzőkönyv | Pekár 64' Maynard 67' Radanović 17' |

| Fehérvári út, Paks Nézőszám: 150 Játékvezető: Gyarmati II. Tibor (magyar) |

| 2011. október 12. 17:00 |

| Kecskeméti TE       | 2 – 1               | Paksi FC                  |
| ------------------- | ------------------- | ------------------------- |
| Bertus 11' Mohl 66' | (1 – 1) Jegyzőkönyv | Magasföldi 16' Racskó 71' |

| Széktói Stadion, Kecskemét Nézőszám: 300 Játékvezető: Kovács Gábor (magyar) |

| 2011. november 9. 13:30 |

| Szolnoki MÁV | 0 – 4               | Paksi FC                                          |
| ------------ | ------------------- | ------------------------------------------------- |
|              | (0 – 1) Jegyzőkönyv | Gévay 5' 40' Hrepka 75' 77' Sifter 83' Bartha 88' |

| Tiszaligeti stadion, Szolnok Nézőszám: 100 Játékvezető: Urbán Eszter (magyar) |

| 2011. november 16. 13:00 |

| Paksi FC                                                         | 5 – 3               | Újpest                                          |
| ---------------------------------------------------------------- | ------------------- | ----------------------------------------------- |
| Gévay 18' 78' Hrepka 45' Magasföldi 52' 75' Vayer 77' Sifter 65' | (2 – 1) Jegyzőkönyv | Balogh 8' Electo 51' Marković 66' Privigyei 90' |

| Fehérvári út, Paks Nézőszám: 100 Játékvezető: Becséri Dániel (magyar) |

### Egyenes kieséses szakasz
Negyeddöntő
| 2012. február 28. 16:30 |

| Paksi FC               | 0 – 1               | Debreceni VSC                                       |
| ---------------------- | ------------------- | --------------------------------------------------- |
| Vayer 44' Sifter 90+3' | (0 – 0) Jegyzőkönyv | Spitzmüller 54' 58' Nikolov 33' Szűcs 38' Dombi 89' |

| Fehérvári út, Paks Nézőszám: 100 Játékvezető: Farkas Ádám (magyar) |

| 2012. március 6. 18:00 |

| Debreceni VSC        | 1 – 1               | Paksi FC                                             |
| -------------------- | ------------------- | ---------------------------------------------------- |
| Méyé 12' Nikolić 34' | (1 – 1) Jegyzőkönyv | Ludánszki 24' (öngól) Eppel 13' Sipeki 16' Gévay 77' |

| Oláh Gábor utca, Debrecen Nézőszám: 1 200 Játékvezető: Takács János (magyar) |

## Európa-liga
1. selejtezőkör
| 2011. június 30. 19:00 |

| UE Santa Coloma | 0 – 1               | Paksi FC                       |
| --------------- | ------------------- | ------------------------------ |
|                 | (0 – 1) Jegyzőkönyv | Vayer 14' Hrepka 69' Fiola 71' |

| Estadi Comunal, Andorra la Vella Nézőszám: 650 Játékvezető: Szuren Balijan (örmény) |

| 2011. július 7. 20:00 |

| Paksi FC                                         | 4 – 0               | UE Santa Coloma                                     |
| ------------------------------------------------ | ------------------- | --------------------------------------------------- |
| Magasföldi 11' 49' Böde 77' Heffler 81' Éger 89' | (1 – 0) Jegyzőkönyv | Do Nascimiento 1' Sirvan 37' Roca 41' Rodríguez 43' |

| Sóstói Stadion, Székesfehérvár Nézőszám: 2 000 Játékvezető: Jovan Kaluđerović (montenegrói) |

2. selejtezőkör
| 2011. július 14. 20:00 |

| Paksi FC      | 1 – 1               | Tromsø IL             |
| ------------- | ------------------- | --------------------- |
| Vayer 57' 79' | (0 – 1) Jegyzőkönyv | Andersen 26' Ciss 69' |

| Sóstói Stadion, Székesfehérvár Nézőszám: 2 000 Játékvezető: João Capela (portugál) |

| 2011. július 21. 19:00 |

| Tromsø IL | 0 – 3               | Paksi FC                                      |
| --------- | ------------------- | --------------------------------------------- |
|           | (0 – 0) Jegyzőkönyv | Kiss 59' 77' Böde 62' 87' Éger 35' Bartha 76' |

| Alfheim Stadion, Tromsø Nézőszám: 4 000 Játékvezető: Yunus Yildirim (török) |

3. selejtezőkör
| 2011. július 28. 20:00 |

| Paksi FC                                      | 1 – 1               | Hearts                            |
| --------------------------------------------- | ------------------- | --------------------------------- |
| Sipeki 32' Böde 45+2' Vayer 71' Montvai 90+4' | (1 – 1) Jegyzőkönyv | Hamill 45+2' (11-esből) Black 82' |

| Sóstói Stadion, Székesfehérvár Nézőszám: 3 000 Játékvezető: Mattias Gestranius (finn) |

| 2011. augusztus 4. 20:45 |

| Hearts                                    | 4 – 1               | Paksi FC                    |
| ----------------------------------------- | ------------------- | --------------------------- |
| Stevenson 34' 45+1' Driver 50' Skácel 75' | (2 – 0) Jegyzőkönyv | Böde 89' Éger 9' Bartha 28' |

| Tynecastle Stadion, Edinburgh Nézőszám: 12 000 Játékvezető: Robert Malek (lengyel) |

## Lásd még
- 2011–2012 a magyar labdarúgásban